# Maria Thereza Alves
Maria Thereza Alves (* 1961 in São Paulo) ist eine brasilianisch-US-amerikanisch-deutsche Installationskünstlerin, die in Berlin lebt.

## Werdegang
Maria Thereza Alves wurde 1961 in São Paulo geboren. Als sie Kind war, zog ihre Familie nach New York City, um der Militärdiktatur in Brasilien zu entkommen. Alves betätigt sich auf der Schnittstelle zwischen Kunst und Politik. 1978 und 1979 war sie aktives Mitglied des International Indian Treaty Council. Sie gründete das Brazilian Information Center, welches ein Forum für die Belange von Menschen indigener Herkunft bietet. Maria Thereza Alves gehörte 1981 zu den Gründungsmitgliedern des Partido Verde in São Paulo und vertritt die Arbeiterpartei von Luiz Inácio Lula da Silva. Ein Kunststudium absolvierte Alves an der Cooper Union in New York. Ihr Partner ist Jimmie Durham.
Maria Thereza Alves arbeitet an Projekten im Feuchtgebiet Pantanal in Brasilien, in dem Bergdorf Matsunoyama in Japan, dem größten Hafen von Guangzhou in China, in der indigenen Gemeinde Amatlan im Zentrum von Mexiko, in dem Bauerndorf Joal-Fadiouth in Senegal und in Europa.

## The Return of a Lake
The Return of a Lake ist eine Installation aus Objekten, Texten und Bildern, die mit der wechselhaften kulturellen, ökologischen und politischen Geschichte des Lago de Chalco, einem ehemaligen See in der Nähe von Mexiko-Stadt, in Verbindung stehen. Vor Ort, in der Nähe der Insel Xico, auf der vor 1890 die Landwirtschaft florierte, baute Alves (während der Eröffnung der dOCUMENTA (13)) mit regionalen Helfern künstliche Inseln, die nach Meinung von Experten eine nachhaltige Bewirtschaftung der Region wieder ermöglichen.

## Seeds of change (seit 1999)
Das Konzept von Seeds of change wird auf Platten präsentiert. Kommentierte Landkarten und Fotografien untersuchen die unbeabsichtigte exotische Vegetation von Hafenstädten wie zum Beispiel Marseille, Reposaari, Liverpool, Exeter/Topsham, Dunkerque, Bristol, New York City oder Antwerpen. Die besondere Flora in den Hafengebieten ist durch den Handel mit überseeischen Ländern entstanden. Bei Abfahrt war es üblich, Erde als Schiffsballast zu laden und bei Ankunft die Erde am Zielort abzuladen. Die in der Erde enthaltenen Samen aus fremden Ländern sind die Ursache für ortsfremde Pflanzen.
Maria Thereza Alves realisierte in Zusammenarbeit mit Gitta Gschwendtner eine Barge, die im Hafen von Bristol liegt und von jenen Pflanzen bewachsen ist, die zwischen 1680 und 1900 unbeabsichtigt importiert wurden.
Seeds of change: a ballast seed garden for Bristol realisierte Alves mit dem Arnolfini–Centre for Contemporary Arts in Bristol.

## Ausstellungen (Auswahl)
Maria Thereza Alves ist Teilnehmerin zahlreicher Biennalen und anderer international beachteter Ausstellungen.

### Einzelausstellungen
- 2014 MUAC, Mexiko-Stadt, Mexiko
- 2015 Centre Andaluz de Arte Contemporáneo (CAAC), Sevilla, Spanien
- 2017 Michel Rein Galerie, Brüssel, Belgien
- 2018 Artiaco Gallery, Neapel, Italien

### Gruppenausstellungen
- 2008 Manifesta 7, Trentino-Südtirol, Italien
- 2010 29. Biennale von São Paulo, São Paulo[9]
- 2012 dOCUMENTA (13), Kassel

## Auszeichnungen
Bis 2005 arbeitete Alves in einem Atelier der Bernhard-Heiliger-Stiftung.